# Кромвель, Эмма
Эмма Кромвель (англ. Emma Cromwell), урождённая Эмма Гай (англ. Emma Guy; 28 сентября 1865, округ Симпсон, штат Кентукки, США  — 19 июля 1952, Франкфорт, штат Кентукки, США) — суфражистка, гражданская активистка, боровшаяся за права женщин, и одна из первых женщин — политиков Демократической партии США в Кентукки. В 1896 году была избрана библиотекарем штата голосованием в Сенате Кентукки и стала первой женщиной, принятой на государственную должность в штате. Позднее выиграла выборы на должность государственного секретаря и казначея штата Кентукки и занимала должности директора государственного парка, комиссара штата по облигациям, а также государственного библиотекаря и директора архива.

## Личная жизнь
Родилась 28 сентября 1865 года в округе Симпсон, в штате Кентукки, в семье Эшли Гая и Элис, урождённой Куизенберри. Кроме неё у родителей были ещё одна дочь и два сына. После смерти отца, Эмма, вместе с матерью, переехала в округ Аллен, где провела большую часть своего детства.
Обучалась в женском Говард-колледже в Галлатине, в округе Самнер, в штате Теннесси. Завершив образование, поселилась в городе Скоттсвилл, в штате Кентукки, где устроилась на место преподавателя в мужском и женском Аллен-колледже. Позднее изучала парламентское право в Мичиганском университете.
30 мая 1897 года в церкви в Боулинг-Грин сочеталась браком с адвокатом Уильямом Кромвелем. После свадьбы переехала к мужу в город Франкфорт, столицу штата Кентукки. Уильям Кромвель был главным секретарем предыдущей сессии Законодательного собрания штата. У супругов родился сын, Уильям Фори Кромвель. Овдовела в 1909 году. Умерла 19 июля 1952 года из-за возникших осложнений после инсульта. Похоронена на Франкфортском кладбище в городе Франкфорт, в штате Кентукки.

## Политическая карьера
К женщинам-избирателям нашей страны обращается настоятельный призыв подготовиться к общественной жизни, оставаясь в курсе актуальных проблем, а также функций правительства. Хотя для нас является большой привилегией принимать участие в общественных делах и исследовать актуальные вопросы, чтобы мы могли разумно голосовать и справедливо критиковать, давайте не будем забывать, что дом является самым священным убежищем жизни, ядром, вокруг которого формируется вся чистая и истинная цивилизация, и что главной целью любого хорошего правительства является улучшение и защита дома, церкви и общества.
В 1896 году Генеральная ассамблея Кентукки назначила Гай на должность библиотекаря штата, что сделало её первой женщиной, занявшей государственную должность в штате Кентукки. В то время должность библиотекаря штата предполагала службу в один срок. Поэтому она занимала ряд других должностей на государственной службе. В 1916 — 1918 годах работала регистратором, а после парламентарием Палаты представителей Кентукки. Была избрана в школьный совет Франкфорта. Работала волонтёром в женских клубах, таких как «Дочери американской революции» и «Объединённые дочери Конфедерации». Она также работала в Ассоциации родителей и учителей штата.
В 1918 году Кромвель опубликовала «Сборник парламентских законов». В 1920 году она опубликовала буклет «Гражданство: руководство для избирателей», посвященный «новым избирателям в Кентукки» — женщинам. В 1922 году была избрана депутатом Палаты представителей и Сената Кентукки. В 1923 году Кромвель была избрана государственным секретарем штата Кентукки на выборах, в которых участвовали ещё две женщины. Республиканцы выдвинули кандидатуру Элеоноры Уиклифф из Бардстауна, а Кромвель и Мэри Эллиот Флэнери выступали за Демократическую партию против трёх кандидатов-мужчин. Кромвель победила как на первичных, так и на всеобщих выборах. Она занимала этот пост с 1 января 1924 года по 1 января 1928 года. Кромвель обнаружила записи предыдущих администраций в подвале Капитолия штата, извлекла и классифицировала их. Она была первой женщиной, исполняющей обязанности губернатора Кентукки, когда два других чиновника в линии преемственности — губернатор Уильям Дж. Филдс и вице-губернатор Генри Денхардт — отбыли из штата на Национальный съезд Демократической партии 1924 года в Нью-Йорке.
В 1927 году Кромвель была избрана казначеем штата Кентукки. Проводившаяся ею политика экономного обращения с государственными деньгами, которую её оппоненты подвергали резкой критике, сохранила государственные фонды Кентукки во время Великой депрессии. В 1932 году губернатор Руби Лаффун назначил Кромвель директором государственного парка Кентукки. В 1937 году губернатор Хэппи Чендлер назначила её государственным библиотекарем и директором архива. Эту должность она занимала ещё несколько сроков. Кромвелль организовала возвращение оригинала конституции штата Кентукки из архивов Чикагского университета.
В 1939 году Кромвель опубликовала свою автобиографию «Женщина в политике», которая была переиздана в 1996 году Комиссией Кентукки по делам женщин. В этой книге она называет суфражистку Лору Клэй своей «главной наставницей и советчицей», хотя в своих мемуарах не упомянула особых подробностей о каком-либо участии в избирательном движении в Кентукки. Кромвель продолжала активно участвовать в работе Демократической партии, пока в 1949 году не упала и не сломала бедро.

## Память
Кромвель была одной из семнадцати женщин, портреты которых разместили в Капитолии штата на постоянной экспозиции под названием «Достойные памяти женщины Кентукки». «Список Эммы», новый Комитет политических действий, созданный в 1993 году для сбора средств в поддержку женской кампании за пост в штате Кентукки, был назван в честь Эммы Кромвель.